# Mario Jorge de Lellis

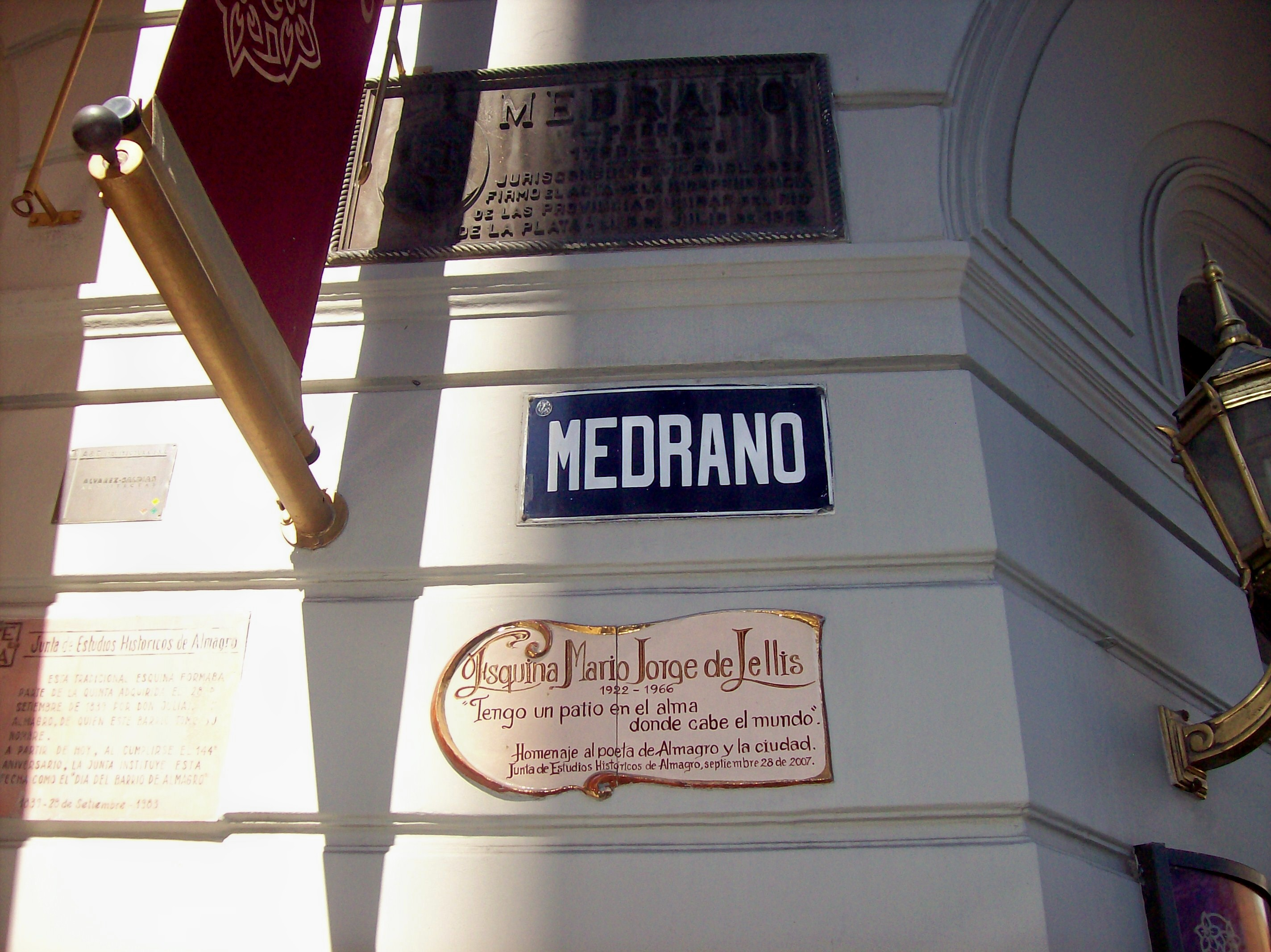
Placa recordatoria en Medrano y Avenida Rivadavia.

Mario Jorge De Lellis (barrio de Almagro, Buenos Aires, Argentina, 14 de mayo de 1922 - 14 de noviembre de 1966]) fue un poeta argentino.

## Influencia de su obra
Su poesía ha marcado a gran parte de la generación literaria argentina de los sesenta, tales los poetas reunidos en el grupo de "El pan duro", pero también puntuó la cotidianidad de los habitantes de Almagro para quienes es un referente. Poeta popular de alto vuelo, influenció a escritores de la talla de Juan Gelman, Juana Bignozzi o Humberto Costantini. Hoy es casi imposible encontrar sus libros por falta de reediciones.

## Libros
- Flores del silencio. Bs. As. 1941

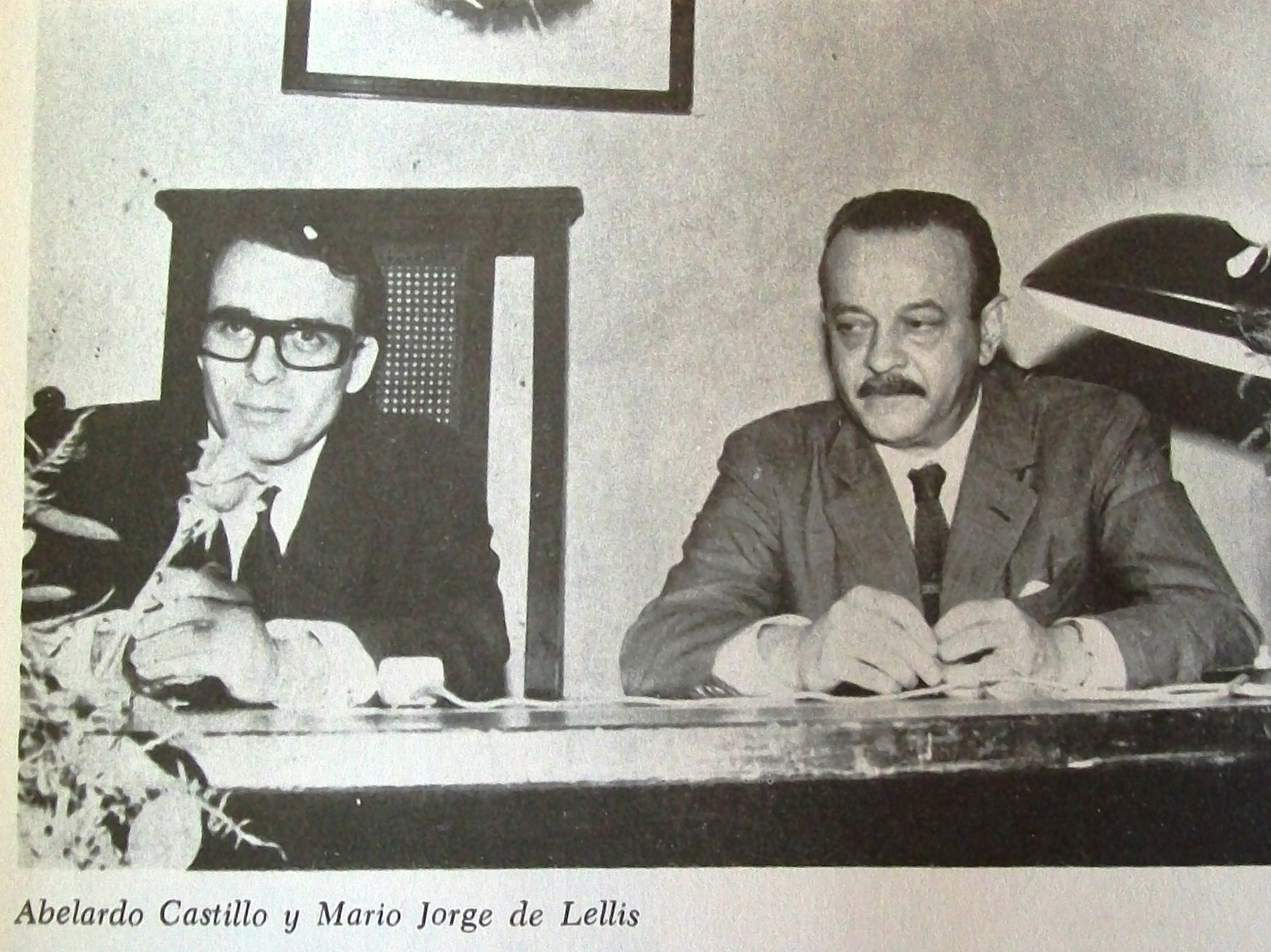
Abelardo Castillo y Mario Jorge de Lellis

- Cantos de la tecla negra, Bs. As. 1942
- Siglo Rojo. Veinte Poemas para el siglo XX. Bs. As. 1943
- Tiempo Aparte, sonetos. Bs. As. 1946
- Calles de Marzo, Bs. As. 1947
- Litoral de Angustia, Bs. As. 1949
- Mediodía por dentro Bs. As. 1951
- Ciudad sin tregua, Bs. As. 1953
- Cantos Humanos, Bs. As. 1956
- Pablo Neruda, Bs. As. 1957
- El buque de la calle da la amargura Bs. As. 1959
- Cesar Vallejo Bs. As. 1960
- Hombres del vino, del álbum y del corazón, Bs. As. 1962
- Hortigueral de Almagro, Bs. As. 1965